# مسجد الجعرانة
مسجد الجِعْرانة، أحد مساجد مكة المكرمة، والجعرانة فيها مسجد يعتمر منه أهل مكة، وهي حد الحرم المكي من الجهة الشمالية الشرقية لمكة المكرمة، نزلها النبي لما قسم غنائم هوازن عندما رجع من غزوة حنين، وأحرم منها، وله فيها مسجد وهو الذي يعرف بمسجد الجعرانة، ومن مسجد الجعرانه أحرم الرسول لعمرته الثالثة، وقد روى ابن عباس أن رسول الله صلى الله عليه واله وسلم اعتمر أربع عمرات، عمرة الحديبية وعمرة القضاء من قابل، والثالثة من الجعرانة، والرابعة التي مع حجته، وقد رمِم المسجد ووسع مرات كثيرة عبر التاريخ الإسلامي.

## الموقع والمساحة
يبعد مسجد الجعرانة عن الحرم المكي 25 كيلومترًا من ناحية الشمال الشرقي، يتمدد المسجد على قرابة ألف متر مربع، وتبلغ قدرته الإستيعابية حوالي 600 مصلي. ينتهي المسجد إلى وادي سرق، ويبعد وادي الجعرانة عن طريق السيل الكبير مسافة عشرة كيلومترات وعن الحرم المكي مسافة 25 كم. بُني المسجد قبل القرن الثالث الهجري، وأعيد بناؤه عام 1263 هـ، كما كتب في لوحة مثبتة على يمين المحراب.

## عمرة الرسول من الجعرانة
حدثنا سعيد بن عبد الرحمن المخزومي قال: حدثنا هشام بن سليمان وعبد المجيد بن أبي رواد، عن ابن جريج قال: أخبرني مزاحم بن أبي مزاحم عن عبد العزيز بن عبد الله، عن محرش الكعبي قال : «إن النبي ﷺ  خرج ليلا من الجعرانة حين أمسى معتمرا، فدخل مكة فقضى عمرته ثم خرج من تحت ليلته، فأصبح بالجعرانة كبائت، حتى إذا زالت الشمس خرج من الجعرانة إلى بطن سرف حتى جامع الطريق طريق المدينة بسرف»، قال محرش : «فلذلك خفيت عمرته ﷺ  على كثير من الناس».

## آثار المسجد
في لوحةٍ واقعة على يسار المسجد مكتوب فيها :" جدد هذا المسجد المأثور وزاد في سعتهِ عيسى بوقرى وابنه صالح في سنة ألف وثلاثمائة وسبعين هجرية، وحسب رواية أبناء عبد الله العبدان، وهو أول من عينهُ الملك عبدالعزيز للإشراف على المسجد والبئر في سنة 1351هـ ذكروا بأن المسجد بعد أن تمت عمارة البوقري المشار إليها كان طوله عشرين متراً، وعرضه اثنى عشر متراً، وأضيفت إليه رحبة في الجهة الشرقية، تزيد على ضعف مساحته، ثم قامت وزارة الأوقاف السعودية بعمارة أخرى للمسجد في سنة 1384هـ، وقد تضاعفت غمارة المسجد.

## انظر ايضاً
- مكة المكرمة
- المسجد الحرام

## وصلات خارجية
- ميقات جعرانة.. ملتقى قوافل الزوار والمعتمرين.
- صور من مسجد الجعرانة.